# Декларация о государственном суверенитете Удмуртской Республики
Деклара́ция о госуда́рственном суверените́те Удму́ртской Респу́блики — декларация, согласно которой Удмуртская Автономная Советская Социалистическая Республика была преобразована в Удмуртскую Республику.

## История
Подготовка текста Декларации проводилась рабочей группой под руководством Ю. Ф. Кедрова.
Декларация о государственном суверенитете была подписана 20 сентября 1990 года Председателем Верховного Совета Удмуртской Советской Социалистической Республики В. К. Тубыловым на 3-й (внеочередной) сессии Верховного Совета.

Верховный Совет провозглашает государственный суверенитет Удмуртии, как самостоятельность и полноту государственной власти республики в границах её территории, и преобразует Удмуртскую Автономную Советскую Социалистическую Республику в Удмуртскую Республику.
Удмуртская Республика — суверенное государство, исторически утвердившееся на основе осуществления удмуртской нацией своего неотъемлемого права на самоопределение.— 
Декларация утверждала высшим органом государственной власти Республики Верховный Совет Удмуртской Республики.